# علي الخطابي
علي الخطابي (من مواليد 17 يناير 1977 في ستشيدام في هولندا)، لاعب كرة قدم مغربي-هولندي.
لعب مع عدة أندية ومنها نادي هيرينفين الهولندي ونادي إي زد الكمار الهولندي ونادي سبارتا روتردام الهولندي، وهو يلعب حاليا مع نادي روزيندال الهولندي. و قد لعب مع منتخب المغرب لكرة القدم.

## مسيرته الكروية
لعب علي الخطابي خلال مسيرته الاحترافية مع 4 أندية في اثنا عشر موسمًا وسجل خلالها 81 هدفًا ضمن 238 مباراة. ولم يفز بأي موسم بالكأس أو بالدوري.
خاض علي الخطابي مسيرته مع نادي سبارتا روتردام في موسم 1995–96 في المرة الأولى لمدة موسم واحد ثم في موسم 1998–99 واستمر معه طيلة ثلاثة مواسم، مشاركًا طوالها في 84 مباراة سجل خلالها 37 هدفًا. ثم انتقل إلى نادي هيرنفين في موسم 1996–97 واستمر معه طيلة ثلاثة مواسم، حيث شارك في 41 مباراة سجل خلالها 12 هدفًا. لينتقل بعدها إلى نادي إي زد ألكمار في موسم 2001–02 ليلعب معه أربعة مواسم، مشاركًا في 94 مباراة سجل خلالها 31 هدفًا. ثم انتقل إلى نادي روسيندال ‏ في موسم 2005–06 لمدة موسم واحد، مشاركًا في 19 مباراة سجل خلالها هدفًا واحدًا.

## روابط خارجية
- علي الخطابي على موقع الاتحاد الدولي (مؤرشف)  (الإنجليزية)
- علي الخطابي على موقع قاعدة بيانات كرة القدم.إي يو (الإنجليزية)
- علي الخطابي على موقع ناشيونال فوتبول تيمز (الإنجليزية)
- علي الخطابي على موقع عالم كرة القدم.نت (الإنجليزية)
- علي الخطابي على موقع كووورة